# Горивода (Речицкий район)
Гори́вода (бел. Гары́вада) — деревня в Пересвятовском сельсовете Речицкого района Гомельской области Белоруссии.
Около деревни расположено месторождение песков.

## География

### Расположение
В 10 км на юго-запад от районного центра и железнодорожной станции Речица (на линии Гомель — Калинковичи), 60 км от Гомеля.

### Гидрография
На востоке и западе мелиоративные каналы.

## Транспортная сеть
Рядом автодорога Калинковичи — Гомель. Планировка состоит из прямолинейной меридиональной улицы, к которой на севере присоединяется короткая прямолинейная улица. Застройка двусторонняя, деревянная, усадебного типа.

## История
Выявленные и исследованные археологами 8 курганов X—XII веков свидетельствуют о заселении этих мест с давних времён. По письменным источникам известна с XIX века как селение в Ровенскослободской волости Речицкого уезда Минской губернии. В 1850 году владение Ивашкевичей, которые владели здесь в 1876 году 533 десятинами земли. В 1879 году обозначена в Речицком церковном приходе. Согласно переписи 1897 года действовали церковно-приходская школа, хлебозапасный магазин. Рядом находилась одноимённая усадьба. Часть жителей кроме земледелия занимались изготовлением колёс и бондарским промыслом.
С 8 декабря 1926 года до 30 декабря 1927 года центр Гориводского сельсовета Речицкого района Гомельского округа. В 1930 году организован колхоз, работали 2 ветряные мельницы. Во время Великой Отечественной войны с августа 1941 года до 16 ноября 1943 года. оккупирована немецкими войсками. 81 житель погиб на фронте. Согласно переписи 1959 года в составе совхоза «10 лет Октября» (центр — деревня Пересвятое).

## Население

### Численность
- 2004 год — 92 хозяйства, 191 житель.

### Динамика
- 1834 год — 5 дворов.
- 1850 год — 20 дворов, 193 жителя.
- 1897 год — 69 дворов, 444 жителя (согласно переписи).
- 1908 год — 106 дворов, 531 житель.
- 1930 год — 158 дворов, 793 жителя.
- 1959 год — 583 жителя (согласно переписи).
- 2004 год — 92 хозяйства, 191 житель.